# Serguéi Ivanov (ciclista)
Serguéi Ivanov (Cheliábinsk, 5 de marzo de 1975) es un ciclista ruso que fue profesional desde 1996 a 2011. 
Sus principales victorias como profesional han sido las dos etapas conquistadas en el Tour de Francia (2001 y 2009) y la Amstel Gold Race de 2009.
En 2000 fue excluido del Tour de Francia antes de que empezara la primera etapa tras haber dado un hematocrito superior al 50% en el control previo a la carrera, junto con Andrei Hauptman y Rossano Brasi.
En 2016 se convirtió en director deportivo del conjunto Gazprom-RusVelo.

## Palmarés
| 1995 (como amateur) - Tour de Hungría - Volta a Tarragona - Vuelta a Navarra 1996 - 3 etapas del Circuit des Mines - 1 etapa del Giro del Capo - 2 etapas del Tour del Porvenir - 2 etapas del Rapport Toer - 2 etapas del Tour de Bulgaria 1997 - 1 etapa de la Viena-Rabenstein-Gresten-Viena 1998 - Druivenkoers Overijse - Campeonato de Rusia en Ruta - Tour de Polonia, más 2 etapas - Belsele-Puivelde - Halle-Ingooigem 1999 - Druivenkoers Overijse - Campeonato de Rusia en Ruta - 1 etapa en el Circuito de la Sarthe 2000 - Campeonato de Rusia en Ruta - 2 etapas del Tour de Polonia - G. P. E3-Harelbeke | 2001 - 1 etapa del Giro Riviera Ligure - 1 etapa de la Vuelta a Suiza - 1 etapa del Tour de Francia 2002 - Trofeo Luis Puig - 1 etapa de la Vuelta a los Países Bajos 2003 - 1 etapa del Tour de Luxemburgo 2005 - 1 etapa de la Vuelta a Gran Bretaña - Campeonato de Rusia en Ruta 2008 - Campeonato de Rusia en Ruta - Tour de Valonia 2009 - Amstel Gold Race - 1 etapa de la Vuelta a Bélgica - Campeonato de Rusia en Ruta - 1 etapa del Tour de Francia |

## Resultados en Grandes Vueltas y Campeonatos del Mundo
| Carrera         | Carrera         | 1996 | 1997 | 1998 | 1999 | 2000 | 2001 | 2002 | 2003  | 2004 | 2005 | 2006 | 2007 | 2008 | 2009 | 2010  | 2011 |
| --------------- | --------------- | ---- | ---- | ---- | ---- | ---- | ---- | ---- | ----- | ---- | ---- | ---- | ---- | ---- | ---- | ----- | ---- |
|                 | Giro de Italia  | —    | —    | —    | Ab.  | —    | —    | —    | —     | —    | —    | —    | —    | —    | —    | —     | —    |
|                 | Tour de Francia | —    | —    | Ab.  | —    | —    | Ab.  | 81.º | —     | 57.º | —    | —    | Ab.  | —    | 40.º | 109.º | —    |
|                 | Vuelta a España | —    | 24.º | —    | Ab.  | —    | —    | —    | 103.º | —    | —    | —    | —    | —    | —    | —     | —    |
| Mundial en Ruta | Mundial en Ruta | —    | 65.º | 22.º | —    | 35.º | Ab.  | 34.º | —     | Ab.  | 61.º | —    | —    | —    | 19.º | —     | —    |

—: no participa

Ab.: abandono

## Equipos
- Lada-CSKA-Samara (1996)
- TVM-Farm Frites (1997-1999)
  - TVM-Farm Frites (1997-1999)
  - Farm Frites (2000)
- Fassa Bortolo (2001-2003)
- T-Mobile Team (2004-2006)
- Astana (2007-2008)
- Team Katusha (2009-2011)